# Des femmes pour le bloc 9
Des femmes pour le bloc 9 (Frauen für Zellenblock 9) est un film érotique suisse réalisé par Jess Franco et produit par Erwin C. Dietrich, sorti en 1977.

## Synopsis
Un pays indéterminé d'Amérique du Sud, plusieurs femmes révolutionnaires sont arrêtées en pleine jungle par le gouvernement fasciste en place. Accusées de dissidence à la sécurité de l'État, elles seront transférées dans une prison qui réserve des traitements très spéciaux aux détenues. Les prisonnières seront enchainées toute la journée, elles seront privées d'eau, dans une chaleur torride, et devront satisfaire les penchants sexuels d'une directrice lesbienne et sadique, et du Dr Milton (Howard Vernon), un vieux médecin lubrique, pratiquant des tortures physiques et mentales sur les prisonnières. Une prisonnière sera obligée de faire un cunilingus à la directrice, pour boire une goutte de champagne. Avant de boire, le médecin remplira le verre de sel. Après un long calvaire, les prisonnières réussiront à s'enfuir, en jouant de leurs charmes auprès d'un gardien. Mais voilà, la directrice et le médecin ne tarderont pas de partir à leur recherche.

## Fiche technique
- Titre : Des femmes pour le bloc 9
- Titre original : Frauen für Zellenblock 9
- Réalisation : Jess Franco
- Production : Elite Film (Zurich)
- Scénario : Manfred Gregor (alias Erwin C. Dietrich)
- Durée : 78 minutes
- Date de sortie :
  -  Allemagne de l'Ouest : 17 mars 1978

## Distribution
- Karine Gambier : Karine Laverne
- Howard Vernon : Dr. Milton Costa
- Susan Hemingway : Maria
- Esther Studer : Barbara Mendes
- Aida Gouveia : Aida Moret